# Sovebus
 Ikke at forveksle med Natbus.
En sovebus er en bus som er indrettet således, at alle eller nogle af passagersæderne kan laves om til liggepladser.
Sovebusser skal være forsynet med et for passagererne synligt speedometer med en skrifthøjde på mindst 5 cm og adskillelser mellem sovepladserne.